# Christian Louboutin
Pour les articles homonymes, voir Louboutin.
Christian Louboutin, né le 7 janvier 1964 à Paris, est un créateur français de chaussures et de sacs à main de luxe.
Issu de la génération du Palace des années 1980, lorsque, encore mineur, il côtoie ceux qui sont ou deviendront des personnalités de la culture, de la mode, de la musique, ou des médias, ce sont surtout ses premières expériences aux Folies Bergère puis chez les chausseurs Charles Jourdan et Roger Vivier qui transformeront son intérêt pour les chaussures de femmes en métier ; il fonde, à l'âge de 27 ans, la marque qui porte son nom. Aujourd'hui, avec plus d'une centaine de points de vente à son nom dans le monde, et une omniprésence de ses créations dans les médias liés à la mode, Christian Louboutin est internationalement connu pour ses chaussures à la semelle rouge.

## Biographie

### Origines
Christian Louboutin est né à l'Hôpital de la Salpêtrière de parents bretons : son père est ébéniste et sa mère femme au foyer s'occupe des quatre enfants. Les trois filles sont âgées de 16, 14 et 12 ans de plus que leur benjamin Christian. Dans un entretien qu'il a donné au magazine Gala en avril 2017, Christian Louboutin revient sur ses origines et déclare que sa sœur lui apprend, à l'âge de 53 ans, la vérité au sujet de son père : « vers 9 ans, je pensais que j'étais un enfant adopté, car j'étais beaucoup plus foncé que mes sœurs, blondes aux yeux bleus. Mon vrai père est égyptien. Je suis le fils de l'amant de ma mère. » Il s'agit d'un Copte égyptien prénommé Samir. Couvreur, il passait par le toit et disparaissait par la fenêtre. Sa sœur a 14 ans à l’époque, elle comprend mais elle ne dit rien.
Le jeune métis, âgé d'une douzaine d'années, amateur de théâtres qu'il fréquente gratuitement après l'entracte, assiste à de nombreuses secondes parties de spectacles,. Il se met à dessiner des souliers. Non loin de l'appartement familial situé 43 rue de Fécamp, la vision au musée des Arts d'Afrique et d'Océanie d'un panneau interdisant le port de talons aiguille pouvant rayer le parquet devient l'élément « fondateur » de sa future carrière ; il se met à dessiner et redessiner cette chaussure aperçue sur le panneau. Plus tard, l'artiste reconnaîtra que c'est son père adoptif, ébéniste de profession, qui lui a donné le goût des détails : « Dans mon travail, je me rends compte aujourd’hui de l’importance et de l’influence de mon père. Il m’a appris à regarder les objets. »
Bon élève jusqu'à dix ans, il abandonne par la suite ses études au lycée Paul-Valéry, part en Inde. Il souhaite faire une école de dessin, qui sera sans succès : trimestre après trimestre, le nombre de ses absences grandit.
Christian Louboutin réalise son premier prototype d'escarpin en peau de maquereau. Il s'invente un stage aux Folies Bergère, établissement qu'il avait fréquenté plus jeune avec ses parents : vivant d'aides et de petits boulots, il essaie de vendre ses créations aux danseuses qu'il « adore » et précise y avoir appris son métier. « Assez soupe au lait », comme il se définit, il quitte les Folies Bergère sur un coup de tête. La Main bleue à Montreuil, Le Sept, puis surtout Le Palace occupent alors ses nuits pendant quelques années. Mineur, protégé de Fabrice Emaer, il entre au Palace grâce à Paquita Paquin : plus tard, il dira de lui qu'il s'y montre tel un « acteur ». Il côtoie là, entre autres, Helmut Berger ou Thierry Ardisson par exemple, mais surtout Farida Khelfa, qui vivait avec lui chez ses parents, Eva Ionesco, Vincent Darré, Arielle Dombasle, la famille Putman, etc. Il apparaît à la même époque dans le film La Nuit porte-jarretelles, avec certains de ses complices du Palace.
Christian Louboutin parcourt alors le Bottin, appelle plusieurs maisons de couture et, en 1982, après la première fermeture du Palace, à l'initiative d'Hélène de Mortemart, qui travaille chez Dior et à qui il présente ses dessins, il quitte Paris pour Romans-sur-Isère, « capitale française de la chaussure ». Il effectue là un stage chez Charles Jourdan, l'inventeur du talon aiguille, pendant une année. Le stage se passe mal, il « ne trouve pas sa place » : Parisien « gâté » et « loufoque » comme il le précise lui-même, protégé de l'entreprise Dior et, partant, « pistonné », il n'est pas accepté à l'usine de Jourdan ; celle-ci, par ailleurs, emploie très rarement des stagiaires. Malgré tout, il y apprend la technique de la création et le métier de modéliste. Par la suite, il travaille plusieurs années en free lance pour de grands noms de la mode comme Hervé Léger, Chanel, ou Maud Frizon en Italie. Il alterne ses activités professionnelles avec des séjours en Inde. Puis, Christian Louboutin entre chez Roger Vivier alors âgé de 80 ans.
« En 1988, je suis devenu son assistant personnel pour orchestrer son exposition au musée des Arts de la mode. Il est devenu mon mentor. Il représentait l’incarnation du Parisien élégant et distingué, courtois […]. Pendant six mois, à ses côtés, j’ai mis ma création entre parenthèses. » À l'issue de sa mission auprès de Roger Vivier, Christian Louboutin abandonne le domaine de la chaussure pour devenir paysagiste et consultant amateur pour ses amis propriétaires de jardins ou terrasses : « À travers le jardin, j’avais un regard sur les couleurs, les mélanges de matières, sur les rapports de brillance et de matité ». Cette activité fait partie intégrante de sa vie, que ce soit par ses liens avec la designer Olivia Putman ou le paysagiste Louis Benech.

### Marque

Un soulier Christian Louboutin vu à 360°.

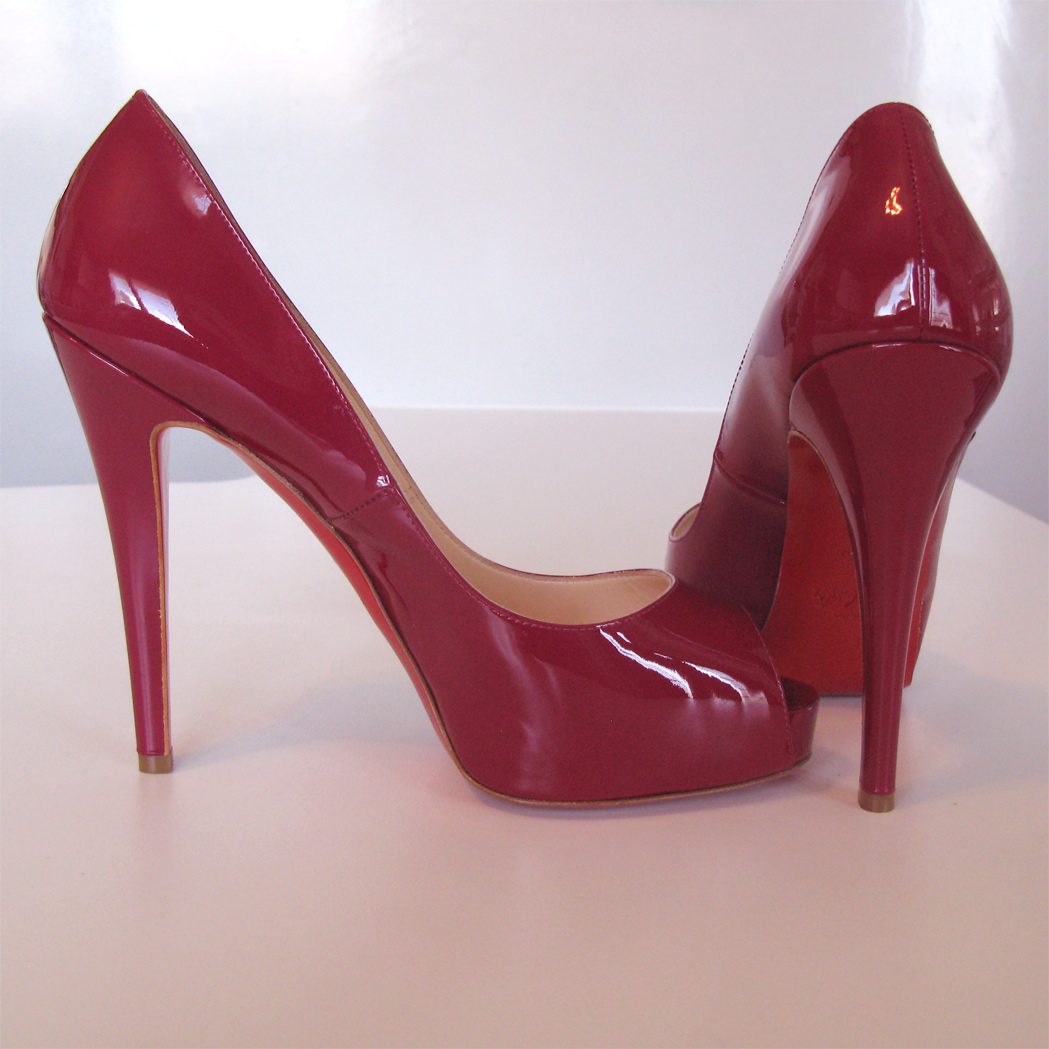
Escarpin « Very Privé » en cuir rose verni, talon 120 mm.

Fin 1991, il lance la marque qui porte son nom avec ses deux associés et amis d'enfance que sont Henri Seydoux et Bruno Chambelland. Il a déjà des milliers de croquis, il trouve une usine pour la fabrication. Sa première boutique ouvre dans le 1er arrondissement, rue Jean-Jacques-Rousseau le 21 novembre 1991, dans un local qu'il a trouvé quelque temps avant par hasard. Deux autres boutiques seront ouvertes à Paris les années suivantes. Caroline de Monaco passe dans la boutique quelque temps après l'ouverture ; une journaliste de W, Heidi Lender, également présente, écrit quelques mots sur le chausseur dans les colonnes du magazine américain de mode. Quelque temps après, à la suite de sa visite rapide de la boutique, Anna Wintour fait publier deux articles dans l'édition américaine du magazine Vogue ; après des débuts difficiles, vendant peu de chaussures, le succès est enfin au rendez vous : les acheteurs d'enseignes prestigieuses américaines se précipitent à Paris. Louboutin ouvre son premier magasin à New York deux ans plus tard, suivi d’un second quelques années plus tard.

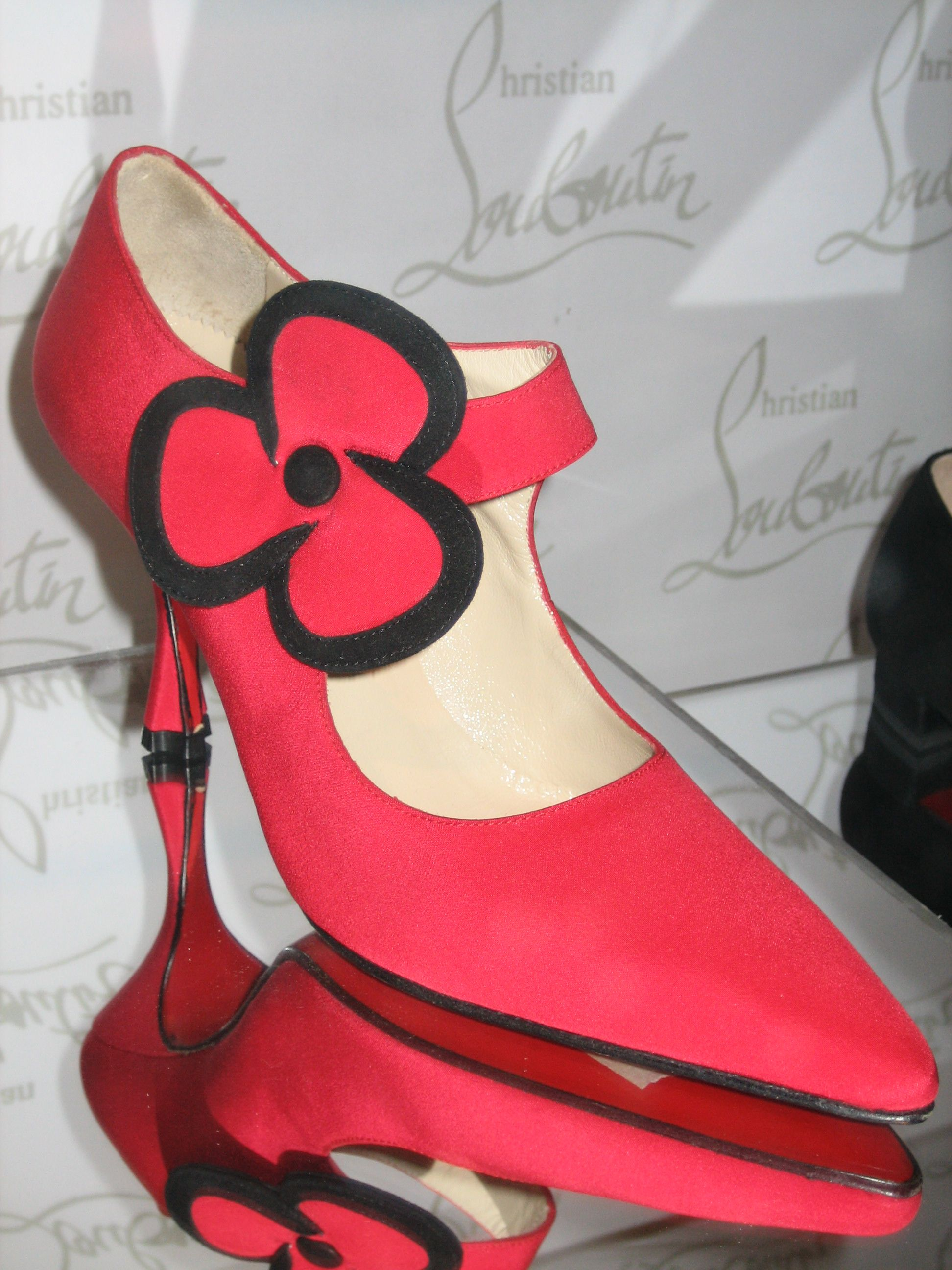
Une chaussure de 1994 créée par Christian Louboutin, exposée au Bata Shoe Museum.

Dès 1995 et durant les années qui vont suivre, il est le chausseur des défilés de créateurs tels Jean Paul Gaultier, Azzaro, Diane von Fürstenberg, Givenchy, Lanvin, Roland Mouret, Alexandre Vauthier, ou encore la maison Chloé. Parmi ces nombreux défilés, celui de janvier 2002, avec la maison de haute couture Yves Saint Laurent pour les « adieux » du couturier, au centre Georges-Pompidou voit la création de la marque éphémère « Christian Louboutin for Yves Saint Laurent Haute Couture 1962-2002 ». Il lance une collection de sacs à main.
Il collabore avec David Lynch pour l'exposition « Fetish » à Galerie du Passage - Pierre Passebon où sont exposés des photographies et des paires de souliers en exemplaire unique ; les pièces exposées (dont des « souliers de ballet ») sont une vue d'artiste et ne sont pas destinées à être portées. Le site internet officiel est créé en 2009. En septembre de la même année, Christian Louboutin associé au bottier Fred Rolland, ouvre une cordonnerie, à l'enseigne Minuit moins 7, galerie Véro-Dodat à Paris. Une web-série de sept épisodes intitulée Le Carrosse noir est produite par le créateur de souliers ; on y voit apparaître entre autres Arielle Dombasle, Dita von Teese, Elisa Sednaoui sa filleule, Farida Khelfa, ainsi que Mika. Durant le second semestre 2011, Christian Louboutin ouvre galerie Véro-Dodat en face de sa première boutique, son 45e magasin de chaussures, mais la première exclusivement pour hommes,,. On y trouve des sneakers, des mocassins, ou plus rarement des modèles classiques, toujours avec la semelle rouge qui fait sa renommée. La marque compte déjà, depuis plus d'une décennie, de nombreux clients célèbres, comme Carla Bruni-Sarkozy, son amie Dita von Teese ou Blake Lively, Uma Thurman, Christina Aguilera, ou encore Mika.
En 2011, sa campagne publicitaire axée sur des pastiches d'œuvres d'art, comme La Madeleine à la veilleuse de Georges de La Tour, est réalisée par le photographe Peter Lippmann.
Plus récemment en 2019, le créateur a fait appel au collectif London's Global Street Art Agency afin de faire sa publicité grâce à une œuvre de street art visible dans les rues de Shoreditch à Londres.
Une rétrospective lui est consacrée à Paris à partir de février 2020 au palais de la Porte-Dorée rendant hommage à son œuvre qui compterait plus de 15 000 chaussures,,.

### Activités en dehors de sa marque
Le 29 mars 2019, Christian Louboutin achète aux enchères le Pavillon du Bhoutan, œuvre initialement conçue pour l'Exposition Universelle Millénium de Hanovre en 2000 et qui est restée démontée depuis lors,.

### Engagements sociétaux et marketing
En 2021, Christian Louboutin invite Assa Traoré à participer à la promotion d'escarpins autour d'une phrase de Martin Luther King. Le produit de la vente des chaussures est reversé à « des organisations œuvrant pour la justice sociale ». Cette proposition a valu au chausseur et à la militante contre les violences policières un « torrent de critiques ». Une part des commentaires négatifs dénonce une récupération politique de la part de Louboutin, les autres, selon Libération, « le grotesque de voir une femme de gauche arborer des chaussures au prix exorbitant. »,. Pour Marianne, « Louboutin a bien compris le filon marketing, faisant de différentes figures du mouvement Black Lives Matter — Quincy Jones, Idris et Sabrina Elba — les ambassadeurs de sa collection. »:  
Christian Louboutin a tenu à préciser par la suite qu'Assa Traoré n’était pas égérie de la maison.

## Chaussure
La marque Christian Louboutin propose un large choix de modèles de chaussures (ballerines, mules, bottes et bottines, avec ou sans semelle compensée). Néanmoins, la présence dans les médias d'images de personnalités portant ses chaussures font que son nom est le plus souvent associé aux escarpins à talons aiguilles, avec un talon haut (100, 120 mm…), voire très haut (jusqu'à 160 mm). Les finitions sont variées, que ce soit en choix de coloris ou de matières : classiquement pour des chaussures du cuir mat ou verni, mais aussi du suède, de la dentelle, de la fourrure, de l'organza, du poulain imprimé, du python, du crocodile, du satin, des plumes, ou même de la Soie charvet. La fabrication s'effectue en Italie. Avec deux collections par an, les différents modèles sont renouvelés régulièrement. Certains plus rares se retrouvent d'une année sur l'autre, parfois simplement dans de nouvelles finitions, d'autres comme le modèle Pigalle deviennent classiques, « iconiques », et sont fabriqués collections après collections. En 2017, Louboutin lance une édition limitée de chaussures pour bébé sous l'appellation Loubibabys.

« « Quelle est la dernière grande révolution pour les chaussures ? » La hauteur. Aujourd'hui, le 12 cm est dépassé, on en est au 16 cm. Le talon très haut s’est débarrassé de la fantasmagorie fétichiste depuis que la mode a drastiquement allongé la silhouette.

« Louboutin pour hommes induit-il la même addiction ? » Absolument ! Je pensais attirer une clientèle modeuse, un peu excentrique ou artiste. Eh bien, la majorité des acheteurs sont des hommes qui aiment des femmes qui portent mes souliers. »

— Christian Louboutin, interrogé par Sylvia Jorif, Elle magazine

### Sur mesure
L'atelier des « commandes spéciales », fondé en 2006 en partenariat avec le bottier Fred Rolland permet, en tant que bottier, la fabrication de chaussures, soit en « grande-mesure » soit en « demi-mesure », sur commande spéciale, pour tous les clients. Ainsi Victoria Beckham, Kylie Minogue, Dita von Teese, Janet Jackson, Arielle Dombasle, ou Mika disposent de leurs « formes » personnelles à leurs mesures dans l'atelier de la rue Jean-Jacques Rousseau, pour une fabrication à la main de modèles standards ou exclusifs.

### Semelle rouge

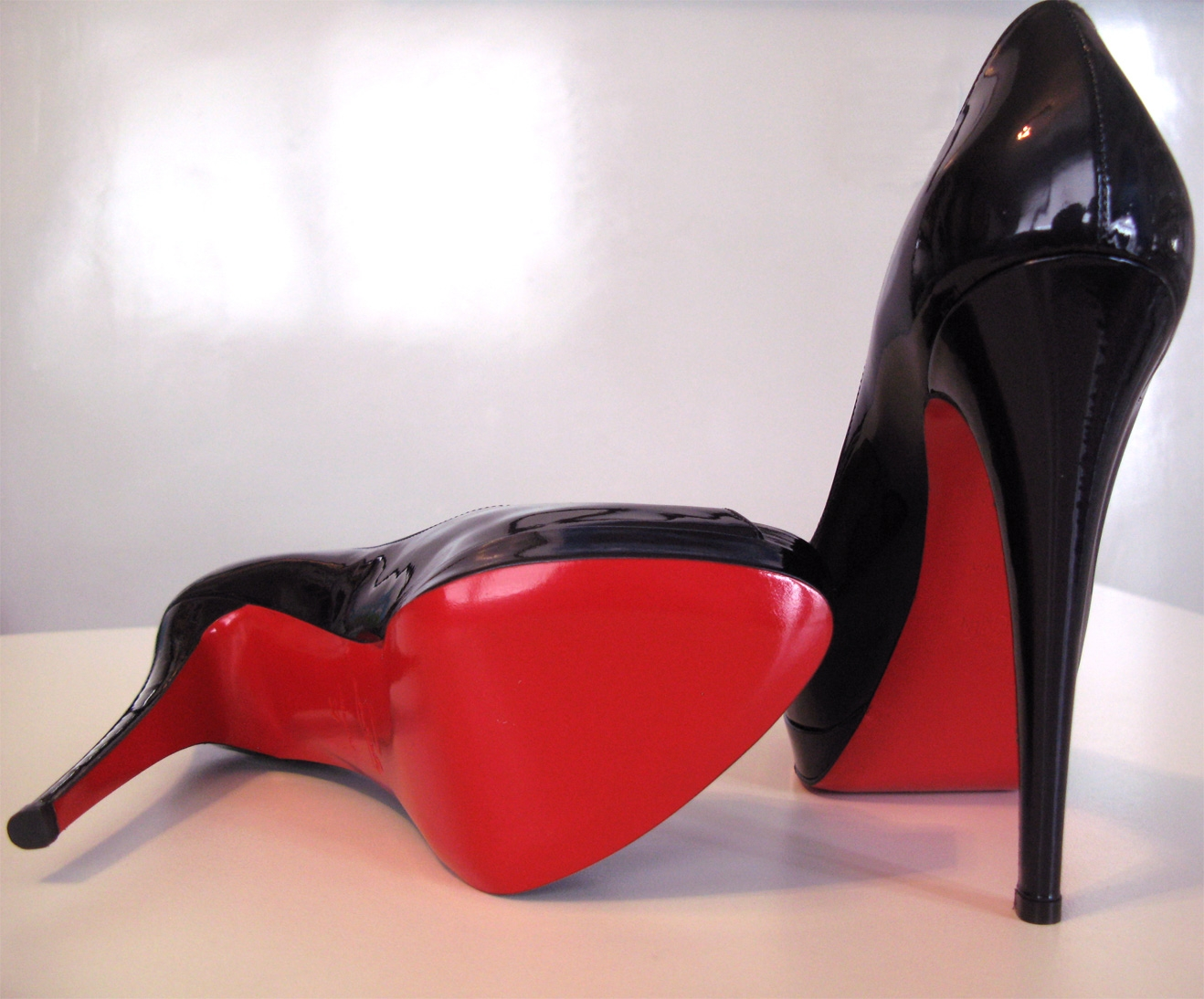
Escarpin « Altadama » à talon de 140 mm avec semelle en cuir rouge.

En 1992, Christian Louboutin, inspiré par le pop art, a basé sa spécificité sur la semelle en cuir rouge visant à devenir le signe distinctif de sa griffe,. Ce cuir rouge est également utilisé sur des produits complémentaires, comme l'intérieur des sacs à main, ou les housses de protection pour la tablette tactile d'Apple.
Au début, les premières chaussures ne portent pas cette semelle de couleur, il faudra attendre un an. Alors qu'il se trouve en Italie, Christian Louboutin peint une semelle noire, d'une chaussure modèle Pensée, avec le vernis à ongles Chanel rouge de son assistante qui était en train de se faire les ongles ; ce sera le début de sa marque de fabrique. Les semelles rouges sont l'objet d'un engouement important de la part de certaines clientes. Ces chaussures sont également des objets de fétichisme, univers revendiqué par Christian Louboutin lors d'entretiens avec la presse, ainsi que pour l'exposition de 2007 avec David Lynch. Comme pour toutes les chaussures de luxe, pour hommes ou femmes, une semelle en cuir est peu fonctionnelle : fragile (quelques heures de marche) et glissante sur sols lisses ou humides, elle nécessite généralement une intervention réalisée par un cordonnier après quelques utilisations. Le rouge employé est la couleur numéro 18.1663TP du nuancier Pantone.

#### Christian Louboutin contre YSL
En avril 2011, l'entreprise Christian Louboutin attaque en justice aux États-Unis la Maison Yves Saint Laurent, mais il est débouté de sa plainte. En fait, plus qu'une éventuelle « concurrence déloyale » et « violation de marque », événements factuels sur lesquels les tribunaux peuvent trancher, la maison Yves Saint Laurent a surtout, par son action, dérogé à une forme d’entente tacite qui jusqu’alors prévalait dans le domaine du luxe de ne pas se concurrencer sur les éléments clefs d'une marque,,. En octobre de la même année la marque Christian Louboutin interjette appel de cette décision. De son côté, Yves Saint Laurent attaque le dépôt de marque. Finalement, en septembre 2012, le tribunal déclare que Louboutin a le droit de déposer comme marque aux États-Unis les chaussures avec des semelles rouges, « sauf si (le reste de la chaussure) est de la même couleur »,.
Alors que la marque brésilienne Carmen Steffens s'est installée à Paris rue de Grenelle, à quelques pas de la boutique Christian Louboutin, celle-ci a été contactée concernant la couleur des semelles des chaussures qu'elle commercialise. La marque de confection Zara a également été l'objet d'un litige. En juin 2018, la Cour de Justice de l'Union européenne reconnait l'exclusivité des semelles rouges du chausseur Christian Louboutin.

### Ventes

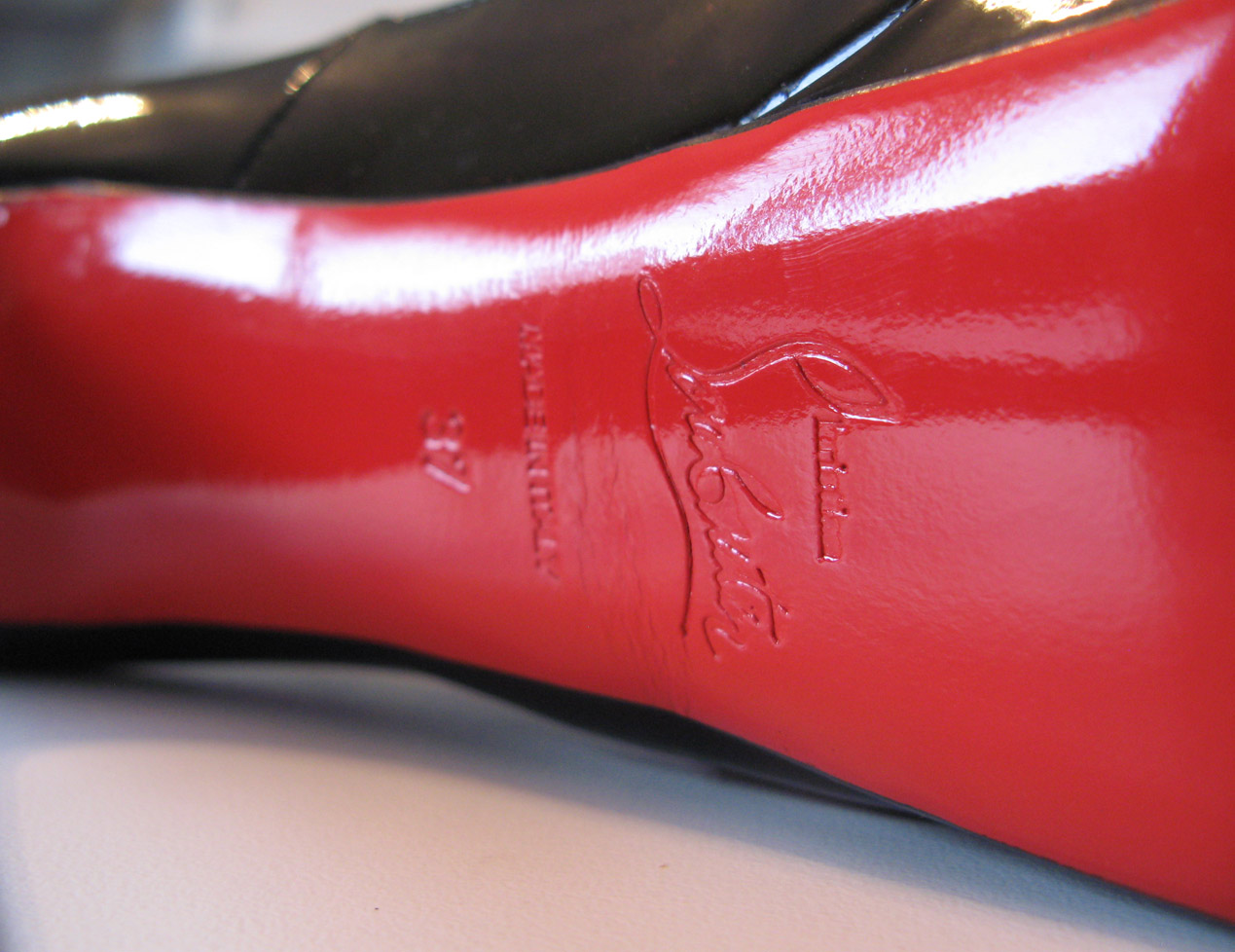
La semelle de cuir rouge, caractéristique de la marque.

Le réseau de distribution de la marque est très sélectif, axé essentiellement sur les boutiques, une cinquantaine pour l'année 2011, en nom propre : quatre à Paris et dans quelques grandes villes d'Europe, mais aussi par exemple à Moscou avec trois magasins également fin 2011, ou Pékin. Aux États-Unis, où la marque fait partie des « plus chers magasins de chaussures », Christian Louboutin compte plus d'une dizaine de points de vente, dont une commercialisation dans les grands magasins comme Saks ou Neiman Marcus. Dans ce pays, les ventes pour 2010 sont de 240 000 paires pour un chiffre d'affaires de 135 millions de dollars ; au monde, les ventes sont supérieures à 300 000 paires de chaussures en 2009 pour atteindre 600 à 700 000 paires, en 2011, alors qu'au début de son activité, Christian Louboutin n'a vu que quelques centaines de paires vendues.
Si l'Europe voit l'ouverture du site de vente en ligne en avril 2012, les États-Unis et le Canada sont les précurseurs de l'unique site officiel de vente en ligne, lancé auparavant. De nombreuses contrefaçons, souvent de provenance asiatique, sont distribuées dans le monde, par l'intermédiaire de sites internet n'hésitant pas à reproduire le logo de la marque et les photographies officielles sur leurs pages afin de tromper les acheteurs. Les produits ainsi vendus sont de mauvaises copies souvent éloignées de l'original.
La lutte contre cette contrefaçon, quelle que soit sa forme, est devenue un enjeu important pour la marque.
La marque comprend trois sièges : 
- Paris, qui s'occupe de la distribution pour l'Europe, l'Asie et l'Inde,
- Londres, qui gère la communication internationale,
- New York, qui veille à la distribution sur le marché des Amériques.

#### Diversification
En 2014, la marque Louboutin se lance dans les produits de beauté, avec sa première collection de vernis à ongles, avant de commercialiser, l'année suivante, une gamme de rouge à lèvres. En 2016, Louboutin lance ses premiers parfums, et en février 2017, la collection beauté de Louboutin s'élargit avec une gamme de maquillage pour les yeux.

#### Collaborations

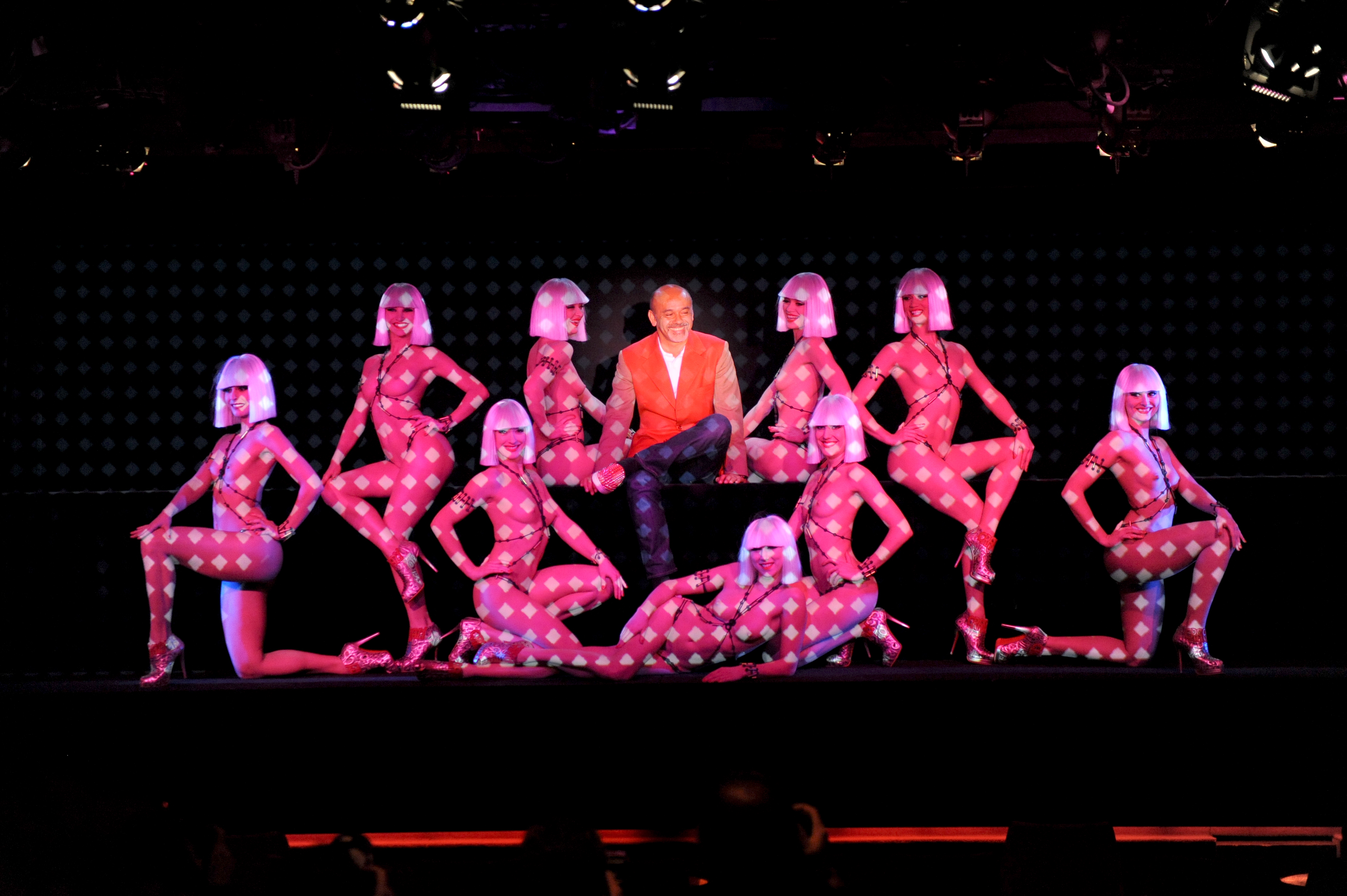
Christian Louboutin sur scène avec les danseuses du Crazy Horse le 29 février 2012 lors du tableau final du spectacle Désirs.

Outre ses collaborations régulières avec différents couturiers, Christian Louboutin a participé à l'élaboration de différents projets éloignés du domaine de la chaussure : 
- avec les macarons Ladurée[82] ;
- avec les champagnes Heidsieck ;
- avec Mattel pour des poupées Barbie ;

- avec le Crazy Horse pour le spectacle intitulé Désirs[83],[84],[N 29] ;
- avec Disney pour une chaussure Cendrillon[86] ;
- avec Batallure Beauty pour la création d'un ligne de cosmétiques Christian Louboutin Beauté[87] ;
- avec Puig, pour déployer sa division beauté[88].

Par ailleurs, Christian Louboutin a prêté son image au groupe hôtelier Mandarin Oriental.

## Vie privée
Christian Louboutin a longtemps été le compagnon du paysagiste Louis Benech. Il a deux filles, des jumelles.
En 2021, il achète les jardins de Kerdalo à Trédarzec.

## Cinéma
- 1985 : La Nuit Porte Jarretelles de Virginie Thévenet
- 1987 : Jeux d'Artifices de Virginie Thévenet
- 1994 : La Folie Douce de Frédéric Jardin
- 2009 : La Traversée du Désir d'Arielle Dombasle
- 2018 : Alien Crystal Palace d'Arielle Dombasle

## Séries
- Murder (série télévisée) saison 4 Episode 5

## Honneurs et distinctions
- 1996 : FFANY Award (Fashion Footwear Association of New York[92] Award) du meilleur chausseur ;
- 2008 : second FFANY Award. Le Fashion Institute of Technology de New york lui consacre une rétrospective intitulée Sole desire: the shoes of Christian Louboutin du 13 mars au 19 avril ;
- 2012 : Rétrospective au Design Museum de Londres de mai à juillet[93],[94].

### Décoration
- Officier de l'ordre des Arts et des Lettres (2023)[95] ; officier (2010)[96]